# フォードハム駅
フォーダム駅（Fordham）は、ニューヨーク州ニューヨーク市ブロンクス区フォーダム地区にあるメトロノース鉄道の駅。

## 概要
メトロノース鉄道ハーレム線の駅である。メトロノース鉄道ニューヘイブン線の一部でもある。フォーダム大学ローズヒルキャンパスに隣接する。
この駅からニューヨーク州にあるグランド・セントラル駅に行ける。

## 利用可能な鉄道路線／列車
メトロノース鉄道：
■ハーレム線
この駅は主にハーレム線の列車がとまる。日中では普通列車が一時間に2本とまる。2019年4月13日まではグランド・セントラル駅方面はこの列車に乗らなければならなかった。
■ニューヘイブン線
この駅はニューヘイブン線の列車もとまる。日中では普通列車が一時間に2本とまる。2019年4月13日まではグランド・セントラル駅方面はこの駅から乗れなかった。

## 駅構造
2面4線（単式2面）のホームを持つ地上駅である。
| ホーム | 3番線 | 1番線 | 2番線 | 4番線 | ホーム |

| のりば | 路線              | 方向 | 行先                         | 備考                           |
| ------ | ----------------- | ---- | ---------------------------- | ------------------------------ |
| 3      | ■ハーレム線       | 上り | グランド・セントラル方面     |                                |
| 3      | ■ニューヘイブン線 | 上り | グランド・セントラル方面     | 降車のみ。通常は乗車できない。 |
| 4      | ■ハーレム線       | 下り | サウスイースト／ワセイク方面 |                                |
| 4      | ■ニューヘイブン線 | 下り | ニュー・ヘブン－ユニオン方面 | 乗車のみ。通常は降車できない。 |

奇数の番号の線は西に位置する。

## 駅周辺
フォーダム大学

## 隣の駅
メトロノース鉄道
■ハーレム線
トレモント - フォードハム - ボタニカル・ガーデン
■ニューヘイブン線
ハーレム125丁目駅 - フォードハム - マウント・ヴァーノン・イースト